# Frita

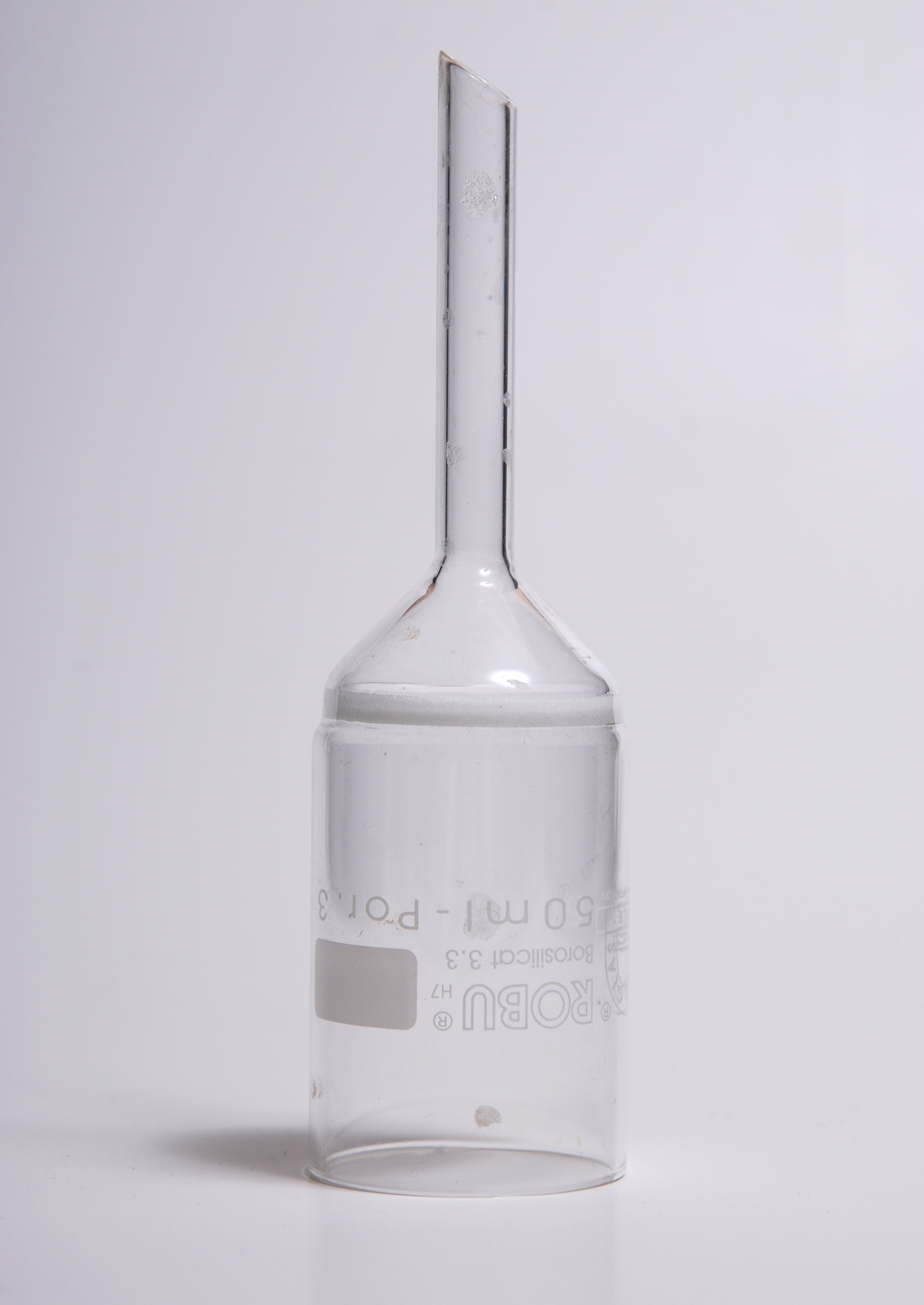
Filtrační nuč

Frity jsou tenké skleněné nebo porcelánové trubičky spečené do kruhové desky. Mají různou velikostí pórů. Obvykle bývají zataveny do skleněných filtračních kelímků nebo nálevek, ale dostupné jsou i samostatné kruhové desky, jež se nazývají nuče. Toto laboratorní sklo slouží k filtraci. Frity se dělí podle velikosti jejich pórů. Velikosti pórů se označují písmenem „S“ a číslem od 1 do 5:
- S1 – největší póry
- S2 – filtrace větších krystalů
- S3 – filtrace menších krystalů
- S4 – filtrace sraženin (i velmi jemných)
- S5 – filtrace bakterií

Filtrace na fritách probíhá za sníženého tlaku (např. z frity S4 za normálního tlaku voda pouze lehce prosakuje).
Slovem frita se také označují barevné okraje autoskel, které chrání lepidlo před vlivem UV světla.